# Іншопланетне вторгнення: S.U.M.1
Іншопланетне вторгнення: S.U.M.1 — німецький науково-фантастичний фільм 2017 року, написаний і знятий Крістіаном Паскуаріелло.

## Про фільм
Рядовий SUM1 — солдат, який живе на постапокаліптичній Землі. Він виконує стоденну місію за межами Ексіліуму — добре укріпленого комплексу, де живуть люди, які вижили після вторгнення прибульців. SUM1 призначається на аванпост для спостереження та охорони віддаленого бункера, який є частиною оборонного кола, що оточує комплекс.

## Знімались
| Актор              | Роль                  |
| ------------------ | --------------------- |
| Іван Реон          | S.U.M.1               |
| Андре Генніке      | Макс                  |
| Нільс Бруно Шмідт  | Чоловік що запізнився |
| Норман Рідус       | K.E.R.4               |
| Нік Бейкер-Монтейс | Драйвер               |